# Vrejlev Kirke
Vrejlev Kirke var fra begyndelsen klosterkirke til Vrejlev Kloster, som tilhørte præmonstratenserordenen. Klosteret var oprettet af munke i omkring 1165, men omkring 1200 nedbrændte klosteret. Efter genopbygning blev klosteret overtaget af
nonner tilhørende samme orden.
Den oprindelige romanske kirke fra 1200-tallet blev omkring 1400 ombygget i sengotisk stil og det flade loft blev erstattet af hvælvinger.
Efter reformationen blev klosteret herregård, men kirken står i det store og hele uændret.
- Kirken
- Kirken set inden fra det gamle kloster
- Vejen til Kirken med kloster til den ene side og kirken til den anden
- Kirkens inde, 2018

## Eksterne kilder og henvisninger
- Wikimedia Commons har flere filer relateret til Vrejlev Kirke
- Vrejlev Kirke hos KortTilKirken.dk